# مدرسة اكتشاف خليج الدولية
مدرسة اكتشاف خليج الدولية هي مدرسة دولية خاصة تقع في هونغ كونغ، الصين.

## الروابط الخارجية
1. ↑  History of the School | School Life | Discovery Bay International School نسخة محفوظة 10 أغسطس 2017 على موقع واي باك مشين.